# Felix Magath
Wolfgang-Felix Magath (født 26. juli 1953 i Aschaffenburg, Vesttyskland) er en tidligere tysk fodboldspiller og nuværende træner. Han har senest stået i spidsen for Shandong Luneng i Kina. Magath har haft en lang succesfuld karriere, med adskillige titler som både spiller og træner.

## Spillerkarriere

### Klubkarriere
Magaths aktive karriere strakte sig fra 1972 til 1986, hvor han som midtbanespiller var tilknyttet klubberne Viktoria Aschaffenburg, FC Saarbrücken og Hamburger SV. Længst tid tilbragte han hos sidstnævnte, hvor han også opnåede størst succes, med 306 Bundesliga-kampe og 46 scoringer som følge. Han vandt med Hamburg tre tyske mesterskaber, Pokalvindernes Europa Cup, samt Mesterholdenes Europa Cup.

### Landshold
Magath nåede i årene mellem 1977 og 1986 at spille 43 kampe og score tre mål for Vesttysklands landshold. Hans debutkamp var et opgør mod Jugoslavien. Han var med til at vinde guld ved EM i 1980, samt sølv ved både VM i 1982 og VM i 1986.

## Trænerkarriere
Efter at have indstillet sin aktive karriere blev Magath træner, og har sidenhen med stor succes stået i spidsen for flere klubber. Han var fra sommeren 2004 frem til januar 2007 tilknyttet Bayern München, hvor han i både 2005 og 2006 var med til at vinde The Double, altså både Bundesligaen og DFB-Pokalen. Efter at være blevet fyret i München blev han træner for VfL Wolfsburg, som han i 2009 førte til klubbens første mesterskab nogensinde. Han valgte dog at forlade klubben straks herefter, og blev tilknyttet Schalke 04. Jobbet her varede dog kun halvandet år, hvorefter han blev afskediget grundet svigtende resultater. Han vendte straks herefter tilbage til Wolfsburg, som han fra marts 2011 var cheftræner for. Den 14. Februar 2014 blev Magath udnævnt som træner for Fulham, efter en række dårlige resultater under den forhændværende træner René Meulensteen. Dette er hans første gang i spidsen for et hold uden for hans hjemland, Tyskland. Magath blev fyret i september samme år pga. dårlige resultater.

## Titler

### Titler som spiller
Bundesligaen
- 1979, 1982 og 1983 med Hamburger SV

Pokalvindernes Europa Cup
- 1977 med Hamburger SV

Europa Cup for Mesterhold
- 1983 med Hamburger SV

EM
- 1980 med Vesttyskland

### Titler som træner
Bundesligaen
- 2005 og 2006 med Bayern München
- 2009 med VfL Wolfsburg

DFB-Pokal
- 2005 og 2006 med Bayern München